# Jean Genet
Jean Genet [žán žene] (19. prosince 1910, Paříž – 15. dubna 1986, Paříž) byl francouzský básník, dramatik a spisovatel.

## Život
Jean Genet vyrostl v pěstounské péči na francouzském venkově, protože jeho matka ho ihned po narození odložila. Na tomto faktu postavil svoji image a lze říci, že se s tím nedokázal nikdy srovnat, proto získal pocit, že je vyloučen ze společnosti a žil jako tulák. Dalším výrazným prvkem, který ovlivnil jeho pocit vyloučení ze společnosti, byla jeho neskrývaná homosexualita.
Roku 1925 byl zatčen pro krádež a následně odsouzen. Ve vězení začal psát básně a autobiografický román. Po roce 1930 cestoval napříč Evropou a živil se jako zloděj a homosexuální prostitut. V roce 1938 prošel Československém, mimo jiné navštívil Brno, podle údajů v románu Deník zloděje pak přešel hranici do Polska. Později vstoupil do cizinecké legie, odkud dezertoval. V roce 1947 měl být za recidivu (podesáté) odsouzen na doživotní práce ve francouzských koloniích. Protože na jeho obranu vystoupilo několik francouzských umělců a intelektuálů, jako Jean Paul Sartre, André Breton a Jean Cocteau, francouzský prezident Vincent Auriol mu udělil milost. 
V roce 1986 v Paříži zemřel, pochován byl na severu Maroka, a to ve městě Larache.

## Dílo

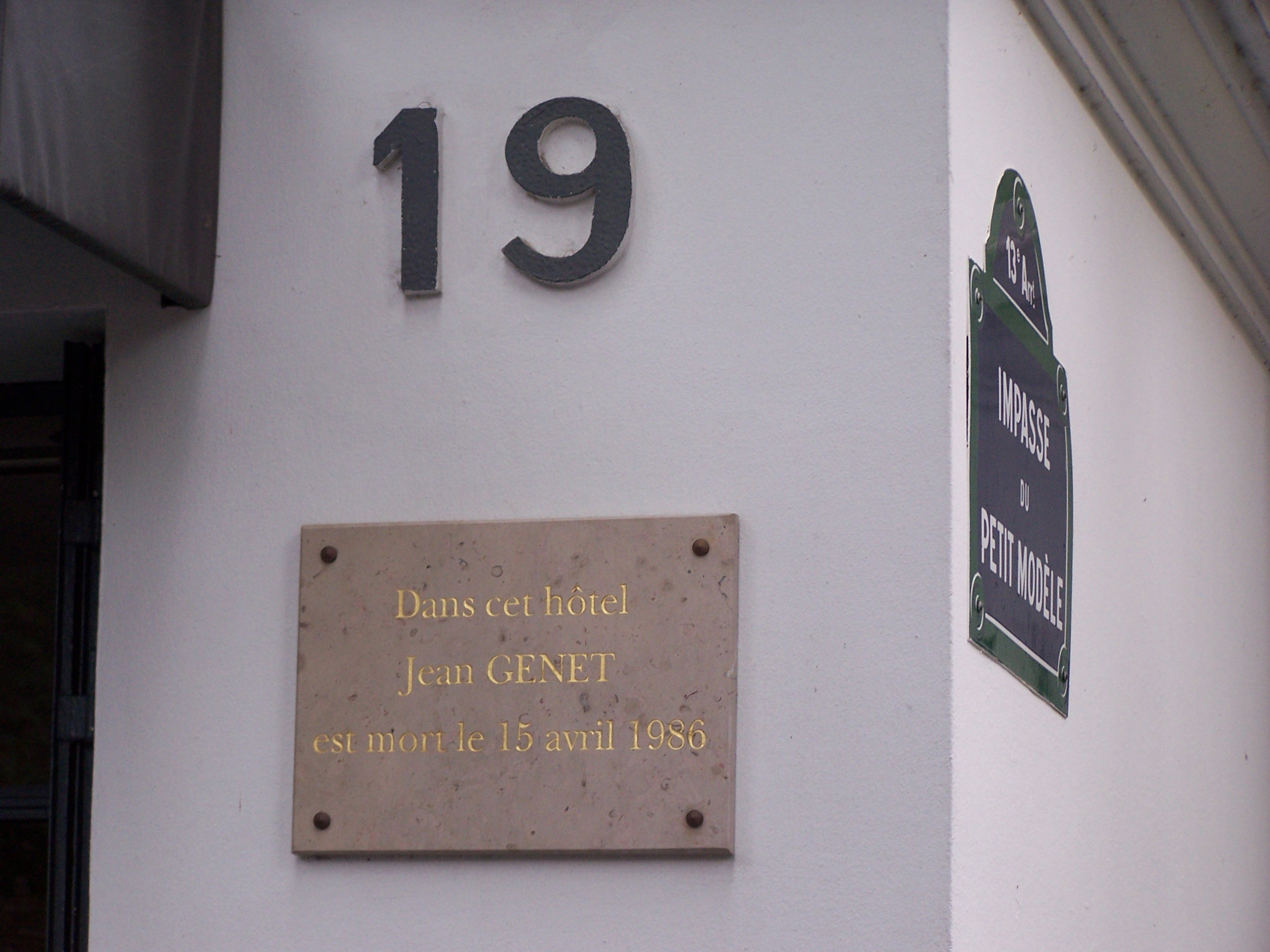
Pamětní deska Jeana Geneta v Paříži (19 avenue Stéphen-Pichon, Paris 13e)

Jeho prozaická tvorba je ovlivněna existencialismem. Genet svá díla často zasazuje do polosvěta spodiny, z něhož sám vyšel. Neodsuzuje jej, pojímá jej velmi věcně, ba jej estetizuje – pokouší se vytvářet morálku, která je v rozporu s naším mravním kodexem. Jako důsledek se u Geneta v jeho románech objevuje fascinace vraždou, krádeží anebo zradou, které staví do juxtapozice zejména s aktem lásky, čímž dosahuje velmi napjatého metafyzického vyznění situací.
Formálně jsou Genetovy romány poměrně složitě strukturované rámcové texty, v nichž autor improvizačně rozvíjí své úvahy a erotické fantazie na základě lineárně vystavěného syžetu. V Genetových románech vystupuje obvykle velké množství figur reprezentujících různé aspekty na nich demonstrované morálky. Genetovy romány jsou rovněž často neseny formou deníkového záznamu – ať už fiktivního deníku postavy anebo přímo deníku autora – jak je tomu např. v textu Deník zloděje. Genet se ve svých románech proslavil jako jeden z prvních autorů, kteří nepokrytě – i formou pornografie – oslavovali mužskou homosexuální sexualitu – se vší její osamoceností, neurotičností, ale i cynismem, promiskuitou a brutalitou. V tomto ohledu na Geneta navazovala celá řada homosexuálních umělců od 60. let až do současnosti.

### Próza
- Panna Marie Květná – 1944
- Pohřební obřad – 1947 – Genet zde byl fascinovaný estetikou nacismu a jeho uniforem. Na příběhu rozprášeného kulometného hnízda v době osvobození Francie kolem roku 1945 sleduje milostné napětí mužů čekajících na ztracené vartě na svou smrt.
- Querelle z Brestu – 1947 – námořník Querelle vešel do obecného povědomí (i díky zfilmování románu Rainerem Wernerem Fassbinderem) coby prototyp svobodného homosexuála – vraha, zloděje, rváče – námořníka, u nějž se jakákoliv morálka přizpůsobuje okamžité choutce, a který fascinuje a rozvrací své okolí svou fyzickou krásou. Román je nicméně značně komplexní, obsahuje podobně propracované příběhy nejméně pěti dalších postav, charakterizujících slabost a podlost lidí stojících leckdy mnohem více na straně uznávané morálky.
- Deník zloděje – 1949 – jde o Genetovu autobiografii. Popisuje svou dráhu od nalezence z Paříže, kterého matka opustila v sedmi měsících, jako dospívající utekl z rodiny pěstounů na venkově a začal s životem na ulici, krádežemi, prostitucí. Dal se naverbovat do francouzských legií, odkud dezertoval. Prchal přes Československo a Polsko, dorazil až do Barcelony, kde se připojil ke komunitě pouličních zlodějů a žebráků, navázal vztah s vojákem-dezertérem Srbem Stylitanem. Shrnuje v hutných obrazech podstatu svého opovržení společností a její předem danou morálkou.

### Dramata
Genetovy divadelní texty bývají řazeny do linie absurdního dramatu, jsou to znepokojivá, značně abstraktní politická podobenství o mechanismech moci.
- Služky – 1947, ústředními postavami jsou dvě služky, které hrají hry, v nichž se střídají v roli madam a služky, projevují při nich opovržení i účast, lásku i nenávist. Pointa hry spočívá v tom, že jedna ze služek vypije otrávený čaj určený Madam.
- Balkon – 1956, děj se odehrává v luxusním veřejném domě, kam chodí zástupci moci, generál, biskup, soudce a policejní prezident, odžívat si fantazie spojené s výkonem své funkce. Venku zuří revoluce, která je však brzy potlačena: novou královnou se stává bordelmamá a revolucionáři si chodí do bordelu odžívat iluzi moci. Pointou hry je sen policejního prezidenta, aby si prostí lidé ve veřejném domě své fantazie ukájeli jeho jménem. Splní se mu to v osobě instalatéra Rogera, který se přichází vzrušit při představě uložení svého těla do mausolea policejního prezidenta. Během obřadu provádí ve vzrušení autokastraci.
- Černoši – 1958, vysoce stylizovanou formou, kdy do sebe během představení navzájem přecházejí různé formy divadla, komentuje Genet stereotypy v uvažování o černoších, o černé africké kultuře, případně o bílých kolonizátorech. Rámcovou zápletkou přecházející v samotný smysl hry je pravidelné rituální zabíjení bělocha anebo aspoň černocha s bělošskou maskou a po něm trest, který herci hrající kolonizátory chystají pro černého vraha. Jednotlivé postavy ztrácejí během hry několikrát svou identitu a herci se stávají pouhými mluvčími. Rovněž označení herců („Vesnice“, „Dvůr“, „Štěstěna“, „Ctnost“, „Město Saint-Nazaire“) posouvá celek do roviny mýtu, případně podobenství.
- Paravány – 1966, politická hra, tématem je vzpoura Arabů proti francouzským kolonizátorům.

## Film
Genetova díla byla několikrát zfilmována. Mezi nejslavnější patří Genetův vlastní režijní počin Zpěv lásky (Chant d'amour) s typickou zápletkou homosexuálů, nalézajících k sobě cestu ve věznici; dále je známé Fassbinderovo zfilmování románu Querelle z Brestu anebo film Tonyho Richardsona Mademoiselle z roku 1966 podle Genetova námětu.

## Rozhlas
- 2025 Deník zloděje (Le journal du voleur), 12 dílná četba na pokračování, připravila: Petra Hynčíková, překlad: Ladislav Šerý, četlː Petr Kubes, režie: Radim Nejedlý.